# Zico Buurmeester
Zico Buurmeester (Egmond aan den Hoef, 7 giugno 2002) è un calciatore olandese, centrocampista dell'AZ Alkmaar.

## Carriera
Cresciuto nel settore giovanile dell'AZ Alkmaar, il 7 dicembre 2020 firma il suo primo contratto professionistico con i Kaaskoppen, di durata quadriennale. Il 5 dicembre 2021 ha esordito in prima squadra e contestualmente in Eredivisie, in occasione dell'incontro vinto per 3-1 contro lo Sparta Rotterdam, subentrando al minuto 90' a Fredrik Midtsjø.

## Statistiche

### Presenze e reti nei club
Statistiche aggiornate al 3 marzo 2023.
| Stagione               | Squadra                | Campionato             | Campionato | Campionato | Coppe nazionali | Coppe nazionali | Coppe nazionali | Coppe continentali | Coppe continentali | Coppe continentali | Altre coppe | Altre coppe | Altre coppe | Totale | Totale |
| Stagione               | Squadra                | Comp                   | Pres       | Reti       | Comp            | Pres            | Reti            | Comp               | Pres               | Reti               | Comp        | Pres        | Reti        | Pres   | Reti   |
| ---------------------- | ---------------------- | ---------------------- | ---------- | ---------- | --------------- | --------------- | --------------- | ------------------ | ------------------ | ------------------ | ----------- | ----------- | ----------- | ------ | ------ |
| 2020-2021              | Jong AZ Alkmaar        | 1D                     | 20         | 0          |                 | -               | -               |                    | -                  | -                  |             | -           | -           | 20     | 0      |
| 2021-2022              | Jong AZ Alkmaar        | 1D                     | 34         | 8          |                 | -               | -               |                    | -                  | -                  |             | -           | -           | 34     | 8      |
| 2022-2023              | Jong AZ Alkmaar        | 1D                     | 18         | 2          |                 | -               | -               |                    | -                  | -                  |             | -           | -           | 18     | 2      |
| Totale Jong AZ Alkmaar | Totale Jong AZ Alkmaar | Totale Jong AZ Alkmaar | 72         | 10         |                 | -               | -               |                    | -                  | -                  |             | -           | -           | 72     | 10     |
| 2021-2022              | AZ Alkmaar             | ED                     | 1+1        | 0          | CO              | 0               | 0               | UEL+UECL           | 0                  | 0                  |             | -           | -           | 2      | 0      |
| 2022-2023              | AZ Alkmaar             | ED                     | 4          | 1          | CO              | 0               | 0               | UECL               | 0                  | 0                  |             | -           | -           | 4      | 1      |
| Totale AZ Alkmaar      | Totale AZ Alkmaar      | Totale AZ Alkmaar      | 5+1        | 1+0        |                 | 0               | 0               |                    | 0                  | 0                  |             | -           | -           | 6      | 1      |
| Totale carriera        | Totale carriera        | Totale carriera        | 78         | 11         |                 | 0               | 0               |                    | 0                  | 0                  |             | -           | -           | 78     | 11     |